# Jonathan Arias
Jonathan Arias Tenorio (nacido el 18 de abril de 1986 en Toluca, México) es un defensor central mexicano de fútbol, que Actualmente no tiene equipo Y se encuentra como director técnico en el Centro de Formación MACA F.C
Arias comenzó su carrera por al llegar al equipo de jóvenes el las filas del Toluca hasta que finalmente lo capturó el entonces director técnico de Toluca Américo Gallego. Gallego quedó impresionado por Arias por su capacidad de salto y tiempo de reacción rápida que Arias describe como alguien que en el futuro podría ser llamado el "mexicano Cannavaro", haciendo referencia al Italiano, ganador de la Copa del Mundo de capitán Fabio Cannavaro. 
Arias hizo su debut con el equipo de Toluca el 20 de agosto de 2006 con una victoria de 3-0 sobre la casa de los Gallos Blancos de Querétaro. Tras la salida de Américo Gallego, Arias tuvo pocas apariciones con el equipo principal.
Jugó en la segunda división profesional con los Potros de la UAEM, estando a préstamo departe del Deportivo Toluca.
Actualmente se encuentra sin equipo.